# Лео Бенгтссон
Лео Бенгтссон (швед. Leo Bengtsson, нар. 26 травня 1998, Стокгольм, Швеція) — шведський футболіст, півзахисник клубу «Геккен».

## Ігрова кар'єра

### Клубна
Лео Бенгтссон народвися у Стокгольмі, де і почав займатися футболом у клубі «Гаммарбю». У 2015 році Лео став гравцем основи молодіжної команди клуб, у складі якої він виграв молодіжний чемпіонат Швеції.
У вересні 2016 року Бенгтссон підписав з клубом свій перший професійний контракт, розрахований на три роки. У лютому 2017 року він дебютував у першій команді у матчі на Кубок Швеції проти «Нючепінга». А в квітні Бенгтссон зіграв перший матч у Аллсвенскан. Але закріпитися в основі молодий футболіст так і не зумів і наступні два сезони провів в оренді. Спочатку в «Єфле», а пізніше у складі клуба «Фрей».
У січні 2020 року Бенгтссон перебрався до Гетеборгу у клуб «Геккен».

### Збірна
Лео Бенгтссон викликався на матчі юнацької та молодіжної збірної Швеції.

## Титули і досягнення
- Чемпіон Кіпру (1):

«Аріс»: 2022-23